# Andronikos Asanes
Andronikos Asanes († um 1355) war der zweite Sohn des nach Konstantinopel geflohenen Bulgarenzaren Iwan Assen III. und dessen Gemahlin Irene Palaiologina, einer Tochter des byzantinischen Kaisers Michael VIII. Dukas Komnenos Palaiologos.
Andronikos war einer der wichtigen Vertreter des byzantinischen Zweiges der bulgarischen Adelsfamilie Assen. Politischen Einfluss erlangte er erstmals als Statthalter (Epitropos) des byzantinischen Teils der Morea (ca. 1316 bis 1322), wo es ihm im Kampf mit den Franken und den Katalanen gelang, die byzantinische Stellung auszubauen. In den nachfolgenden innerbyzantinischen Machtkämpfen unterstützte er Johannes Kantakuzenos, dessen Schwiegervater er seit 1320 war.

## Familie
1. Andronikos Asanes († um 1355), Statthalter von Morea (1316–1322) ⚭ Dukaina, Tochter von Michael Dukas Glabas Tarchaneiotes
  1. Manuel Komnenos Raul Asanes ⚭ 1321 eine Tochter von Theodoros Synadenos
    1. Andronikos Asanes

  2. Johannes Asanes, Statthalter von Konstantinopel ⚭ 1347 eine Tochter von Alexios Apokaukos
    1. Anna Asanina ⚭ Johannes Kontostephanos

  3. Irene (Palaiologina Komnena) Asanina von Bulgarien (* ca. 1300; † ca. 1379) ⚭ 1320 Johannes VI. Kantakuzenos, byzantinischer Kaiser; deren Kinder trugen den Namen Kantakuzenos
  4. Helene Asanina